# Victor Brasseur
Victor Louis Joseph Brasseur, né le 14 décembre 1842 à Sainghin-en-Mélantois et mort le 1er janvier 1892 à Nice, est un ingénieur et constructeur de machines à vapeur français, actif à Lille entre 1860 et 1891.

## Biographie
Fils d'un tisserand et d'une épicière, Victor Brasseur est dessinateur à Lille en 1865.
Il est employé à l'usine de construction de machines à vapeur de Paul Le Gavrian, établie porte de Valenciennes à Lille (quartier de Moulins-Lille), jusqu'à ce que ce dernier lui cède son entreprise en 1881. 
Les archives de la société depuis 1882 ont été déposées aux Archives nationales. 
La société a notamment introduit en France les machines à vapeur Corliss en 1867 et mis en œuvre le cylindre de l'américain Jerome Wheelock.
Brasseur en confie la gestion en 1891 à ses gendres Charles et Jean Crépelle,, fils du négociant roubaisien Jean Crépelle, assistés par l'ingénieur Nazaire Garan. Elle a plus de 400 employés en 1914. L'entreprise devenue Société des moteurs Jean Crépelle puis Crépelle S.A. s'est reconvertie dans la fabrication de moteurs diesel à partir de 1920. Ultérieurement, sa filiale spécialisée dans les compresseurs est rachetée par  Fives-Lille et sa division Diesel est fusionnée dans la SACM Diesel.

## Iconographie

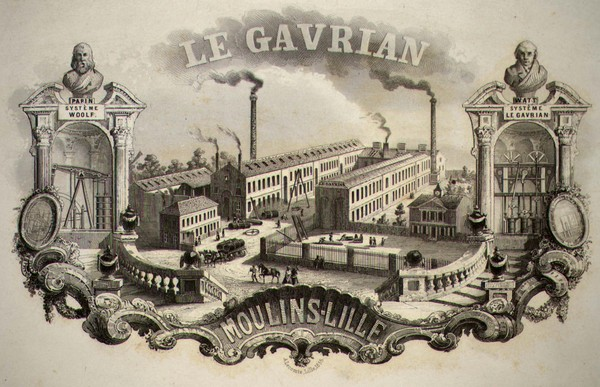
Usine Le Gavrian à Lille en 1855
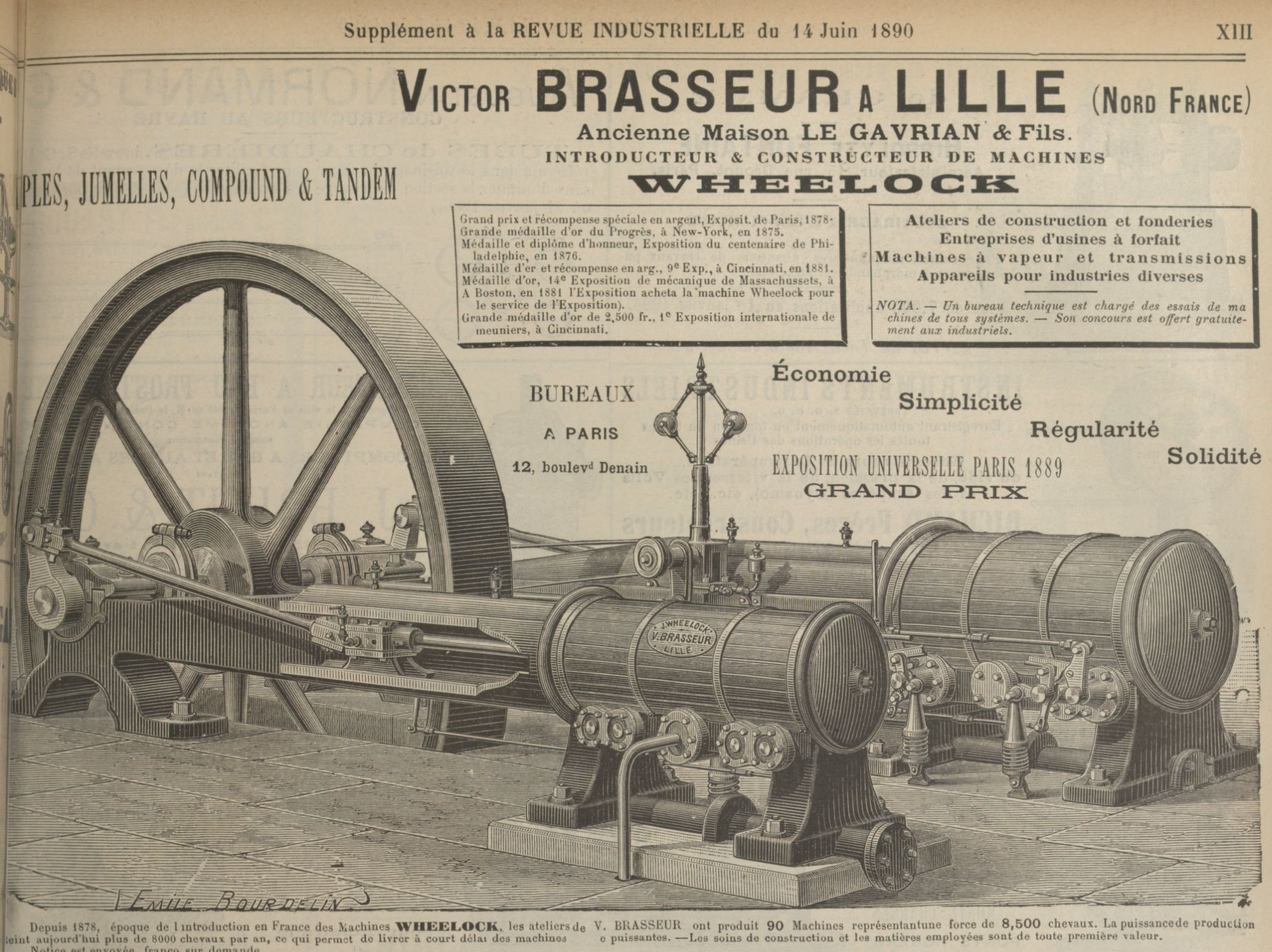
Publicité de Victor Brasseur en 1890
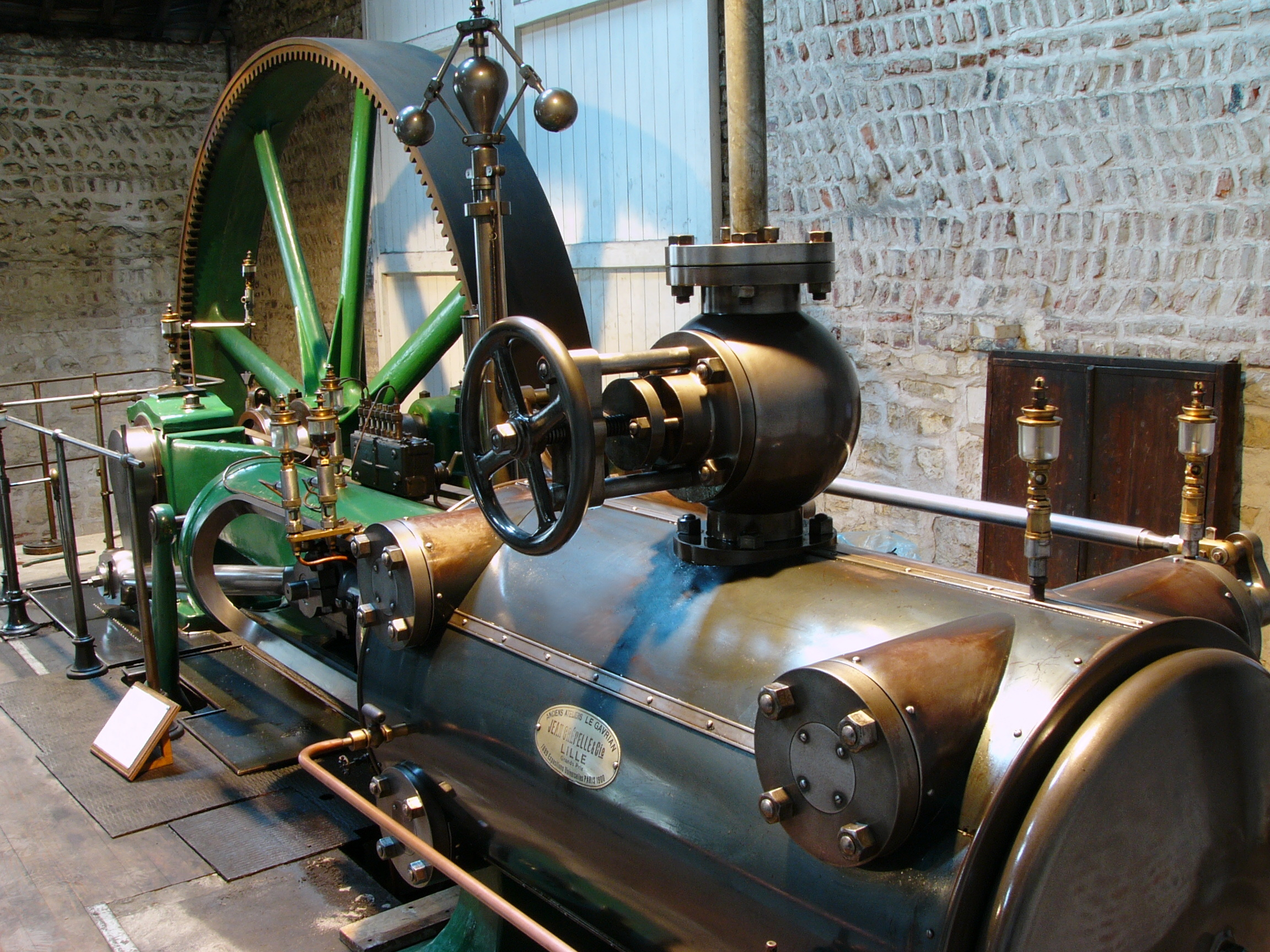
Moteur Crépelle  type Corliss 1889